# Packet radio

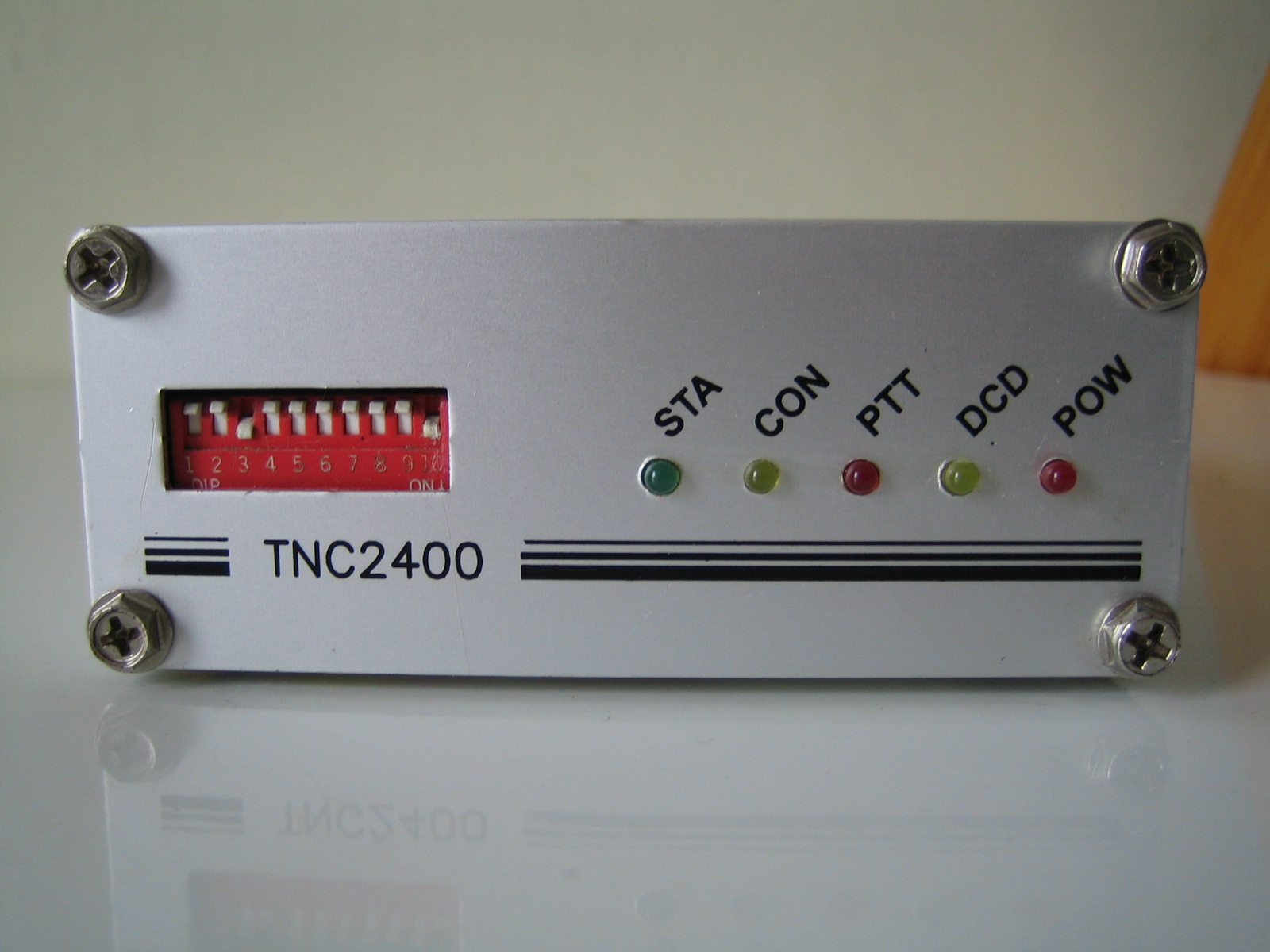
Packetový modem Terminal Node Controller 2400

Packet Radio (počeštěně také paket rádio) je radioamatérská obdoba internetu. Síť PR je sítí uzlových stanic (nódů) a BBS (Bulletin Board Service – serverů umožňujících ukládání a čtení soukromé i veřejné pošty – bulletinů). Od počátku byla síť PR budována tak, že pro spojení jednotlivých prvků sítě byly použity bezdrátové linky v radioamatérských pásmech. Jednotliví uživatelé (radioamatéři) se do sítě PR připojovali též bezdrátově pomocí svých radioamatérských zařízení. Dnes se v některých případech pro zvýšení přenosových rychlostí využívá pro přenos dat mezi páteřními body též sítě internet. Některé BBS umožňují vstup do systému kromě přístupu bezdrátového též vstup přes internet.

## Funkce
PR umožňuje posílání zpráv či souborů buď konkrétnímu adresátovi, nebo do veřejně přístupných diskusních skupin apod. Podoba s internetem a elektronickou poštou není náhodná, packet radio však spatřilo světlo světa o něco dříve než komercionalizovaná podoba e-mailu a i jeho rychlost je nepoměrně nižší. Radioamatérům však slouží pro šíření informací v rámci regionu, státu či celého světa dostatečně. O síť PR se ale musí neustále starat, dozorovat ji a rozvíjet množství nadšených radioamatérů. Systémovým operátorům jednotlivých uzlů sítě se říká sysopové (SYStem-OPerátor). Právě díky jejich času může síť fungovat tak, jak má. Provoz sítě je financován z příspěvků uživatelů.
Kromě privátních zpráv jsou pomocí PR šířeny nejčastěji radioamatérské informace (např. rady, žádosti o rady, schémata zapojení, informace o podmínkách šíření radiových vln, obecná sdělení o konání radioamatérských setkání, podmínky radioamatérských diplomů atd.). Síť PR je přístupná výhradně radioamatérům.
Jako přenosový protokol je používán AX.25, který vznikl ze známějšího X.25. Hardwarové požadavky na straně uživatele předpokládají kromě PC a speciálního zdarma přístupného software i speciální modem. Modem lze nahradit zvukovou kartou.

## Výhody a nevýhody
Výhodou využívání sítě PR vůči využívání internetu jsou nulové náklady na připojení k síti a též i okamžitá dostupnost připojení k síti PR pomocí jednotné technologie prakticky na celém území nejen České republiky, ale i všech vyspělých zemí světa. Pro připojení uživatelů se používají kmitočty v pásmech VKV 145 MHz a 432 MHz.
Nevýhodou je relativně pomalý přenos dat – nejrozšířenějšími přenosovými rychlostmi pro připojení uživatelů jsou 1,2 kbit/s (1200 bitů za sekundu) a 9,6 kbit/s. V místech, kde není možné připojení v pásmech VKV (typicky na moři), se využívají KV kmitočty, kde je však přenosová rychlost pouhých 300 bit/s. (Pro porovnání – rychlost telefonního modemu používaného pro připojení k síti Internet je 56 kbit/s, tedy asi 50× vyšší než běžné připojení do PR a skoro 200× vyšší než připojení do PR přes pásma KV.)